# 科希斯坦县
科希斯坦县，是巴基斯坦开伯尔－普赫图赫瓦省於1976年至2014年存在的一个县。总面积7,492平方公里，总人口472,570 (1998)，人口密度为63人/km2 (163.2/sq mi)。“科希斯坦”源自波斯语，意为“山地”。2014年10月，科希斯坦县劃分為上科希斯坦和下科希斯坦。

## 行政区划
科希斯坦县分为3个乡。